# کاروانسرای روستای سرخ حصار
کاروانسرای روستای سرخ حصار مربوط به دوره قاجار است و در شهرستان پاکدشت، بخش شریف‌آباد، روستای سرخ حصار واقع شده و این اثر در تاریخ ۱ مهر ۱۳۸۲ با شمارهٔ ثبت ۱۰۳۳۱ به‌عنوان یکی از آثار ملی ایران به ثبت رسیده است.